# Кузнецов, Владимир Степанович (партизан)
Владимир Степанович Кузнецов (1915, Харьковская область — не ранее 1977) — советский офицер, политработник, партийный деятель. В годы Великой Отечественной войны в партизанском движении в Крыму. Комиссар 2-го района партизан Крыма, в 1944 году командир Восточного соединения партизан Крыма. В числе 6-ти наиболее отличившихся партизан Крыма в 1944 году дважды представлялся к званию Героя Советского Союза, представление совпало с Постановлением Государственного Комитета Обороны СССР № ГОКО-5859 от 11 мая 1944 о депортации крымских татар и подписано не было, как и повторное представление.
После войны секретарь Феодосийского горкома ВКП(б), уполномоченный УКГБ при Совете Министров УССР по Крымской области.

## Биография
Родился в 1915 году в Харьковской области. Призван в ряды РККА Ленинским РВК, Украинская ССР, города Харьков в 1937 году. В 1939 году окончил Ленинградское военно-политическое училище. Член ВКП(б) с 1940 года.  
К началу войны политрук 1-го эскадрона  62-го кавалерийского полка 48-й отдельной кавалерийской дивизии генерал-майора Д. И. Аверкина. Во время обороны Перекопского перешейка в октябре 1941 года части трех бывших в Крыму 40-й, 42-й и 48-й кавалерийских дивизий были сосредоточены в северной части полуострова и объединены в резервную «конную группу». После неудачной обороны Ишуньских позиций дивизия отходила к Севастополю по Южному берегу крыма и после встречного боя в районе Алушты её части ушли в горы, присоединившись к партизанам Крыма
Кузнецов В. С. в партизанском движении в Крыма с 6 ноября 1941 года по 15 апреля 1944 года. Из представления к ордену Красного знамени: «Тов. Кузнецов начал партизанскую деятельность с политрука 18-го отряда. 18 февраля совершил дерзкий налет на противника, расстрелял в упор 27 фашистов. На счету его группы имеется 275 убитых фашистов, 10 автомашин, 4 км провода. Будучи комиссаром отряда № 6, 24-25 июля благодаря смелости и умению вывел отряд из окружения без потерь. При этом лично уничтожил 150 фашистов. Последнее время тов. Кузнецов назначен комиссаром 2-го р-на».
В марте 1943 года Кузнецову В. С. приказом Наркома обороны СССР присвоено воинское звание - капитан. 
При создании 19 января 1944 года в 3 партизанских соединений Приказом № 19 начальника Крымского штаба партизанского движения от 19 февраля 1944 года назначены: командир Восточного соединения — Кузнецов Владимир Степанович, комиссар — Мустафаев Рефат Шетшединович.
В соответствии с приказом командира Отдельной Приморской армии № 0278 от 8 апреля 1944 партизаны Восточного соединения под командованием В. С. Кузнецова должны были стать заслоном на путях отступления керченской группировки войск противника.
11-12 апреля партизаны Восточного соединения участвовали в тяжёлых боях за освобождение города Старый Крым. 12 апреля 1944 года партизаны 3-й бригады (командир А. А. Куликовский) и часть отрядов 2-й бригады (командир Н. К. Котельников) Восточного соединения (командир Кузнецов), разгромили фашистский гарнизон в городе Старый Крым, уничтожив более 800 солдат и офицеров и захватили много военной техники. Они приостановили расправу гитлеровцев над мирными советскими людьми, из тюрем было освобождено 400 узников.  
В приказе Штаба партизанского движения от апреля 1944 года указывалось: "За умелую организацию и правильное руководство боевой операцией по разгрому вражеского гарнизона в г. Старый Крым командиру Восточного соединения т. Кузнецову и комиссару т. Мустафаеву объявляю благодарность. Начальник Крымского штаба партизанского движения Булатов". 
За этот подвиг В. С. Кузнецов позднее и был представлен к награждению званием Герой Советского Союза.
За годы войны имел 5 лёгких и одно тяжёлое ранение.
После освобождения Крыма В. С. Кузнецов был назначен вторым секретарем Феодосийского горкома ВКП(б), где проработал до 24 апреля 1945 года. 19 августа 1963 года был назначен Уполномоченным УКГБ при Совете Министров УССР по Крымской области и прослужил в этой должности до 27 мая 1977 года. 

## Награды[1]
- Орден Красного Знамени (24.10.1942)
- Медаль «Партизану Отечественной войны» I степени (23.07.1943)
- Орден Отечественной войны I степени (23.07.1943)

Представление к награждению званием Герой Советского Союза (Протокол заседания Крымского обкома ВКП(б) № 36 от 22.05.1944 г.
Представление к награждению званием Герой Советского Союза (Протокол заседания Крымского обкома ВКП(б) № 47 от 21.08.1944 г.
В числе 6-ти наиболее отличившихся партизан Крыма в 1944 году дважды представлялся к званию Героя Советского Союза, представление совпало с Постановлением Государственного Комитета Обороны СССР № ГОКО-5859 от 11 мая 1944 о депортации крымских татар и подписано не было, как и повторное представление. Документы находятся ГА Республики Крым ф. П-1, о.1, д. 2216, л.83.
Сведений о наградах во время службы в Управлении КГБ по Крымской области в открытых источниках в настоящее время нет.
В 2017 группа общественников обращалась в Администрацию Президента, Министерство обороны РФ, Правительство Крыма о представлении 6-ти партизан Крыма, в т.ч. Кузнецова к званию Героя России (посмертно) на основании документов 1944.

## Память
В центральном сквере города Старый Крым установлен обелиск партизанам Восточного соединения  Объект культурного наследия народов РФ регионального значения. Рег. № 911720955800005 (ЕГРОКН)